# Of Faith, Power and Glory
Of Faith, Power and Glory è il settimo album in studio del duo britannico futurepop VNV Nation, uscito il 19 giugno 2009.
Il disco vira verso un suono molto più melodico e orecchiabile, abbandonando quasi completamente lo stile elettronico più crudo dell'EBM dei primi album.

## Tracce
1. Pro Victoria
2. Sentinel
3. Tomorrow Never Comes
4. The Great Divide
5. Ghost
6. Art of Conflict
7. In Defiance
8. Verum Æternus
9. From My Hands
10. Where There Is Light